# Йон Колфер
Оуен (Йоун, Йон) Ко́лфер (англ. Eoin Colfer, ім'я читається як Owen) — ірландський письменник-фантаст. Насамперед відомий як автор дитячої книжкової серії «Артеміс Фаул».

## Біографія
Народився 14 травня 1965 року у місті Вексфорд. Мав чотирьох братів, а сам був другою дитиною у сім'ї. Мати — актриса, а батько — учитель історії. Колфер вважав професію вчителя веселою, корисною та цікавою. Можливо, тому, що вчився у класі свого батька. Колфер-старший цікавим способом карав непослухів у своєму класі — стріляв по дітях з водяного пістолета, зарядженого водою з акваріума.
Закінчивши учительський коледж у Дубліні, Йон пішов по стопах свого батька та 1986 року почав вчителювати у молодших класах. Згодом деякий час провів у Саудівській Аравії, Італії, Тунісі. За словами самого Колфера, він з дитинства любив складати розповіді: "Коли інші діти  надворі грали в спортивні ігри та дерлися по деревах, я залишався вдома та писав п'єски та малював комікси.. Тож повернувшись на батьківщину, він вирішив залишити роботу та почав письменницьку діяльність. 1998 року світ побачила його дебютна книга — «Бенні та Омар». У 2001—2012 роках видавав одну зі своїх найвідоміших книжкових серії про Артеміса Фаула.

## Особисте життя
Разом із дружиною Джені та двома синами Фінном та Шоном живе у Вексфорді.

## Переклади українською
- Йоун Колфер. Артеміс Фаул. Розум проти чарів. — К. : Школа, 2006. — 320 с. — ISBN 966-661-435-9.
- Йоун Колфер. Артеміс Фаул. Розум проти чарів. — К. : Школа, 2006. — 320 с. — ISBN 966-661-458-8.
- Йоун Колфер. Артеміс Фаул. Місія в Арктику. — К. : Школа, 2006. — 320 с. — ISBN 966-661-553-3.
- Йоун Колфер. Артеміс Фаул. Місія в Арктику. — К. : Школа, 2006. — 320 с. — ISBN 966-661-554-1.
- Йоун Колфер. Список бажань. — В. : Теза, 2007. — 284 с. — ISBN 966-8317-93-9.
- Йоун Колфер. Список бажань. — В. : Теза, 2016. — 288 с. — ISBN 978-966-421-182-3.
- Йон Колфер. Артеміс Фаул. Книга 1. — Х. : Ранок, 2016. — 288 с. — ISBN 978-617-09-2752-1.
- Йон Колфер. Артеміс Фаул. Випадок в Арктиці. Книга 2. — Х. : Ранок, 2016. — 320 с. — ISBN 978-617-09-2753-8.
- Йон Колфер. Артеміс Фаул. Книга 3. Код вічності. — Х. : Ранок, 2016. — 368 с. — ISBN 978-617-09-2754-5.
- Йон Колфер. Артеміс Фаул. Зрада Опал. Книга 4. — Х. : Ранок, 2016. — 368 с. — ISBN 978-617-09-2914-3.
- Йон Колфер. Артеміс Фаул. Утрачена колонія. Книга 5. — Х. : Ранок, 2016. — 416 с. — ISBN 978-617-09-2915-0.
- Йон Колфер. Артеміс Фаул. Книга 6. Парадокс часу. — Х. : Ранок, 2017. — 448 с. — ISBN 978-617-09-2916-7.
- Йон Колфер. Артеміс Фаул. Книга 7. Поклик Атлантиди. — Х. : Ранок, 2017. — 416 с. — ISBN 978-617-09-2917-4.
- Йон Колфер. Артеміс Фаул. Книга 8. Останній хранитель. — Х. : Ранок, 2017. — 368 с. — ISBN 978-617-09-2918-1.

### Бенні Шо
- 1. Benny and Omar (1998) — «Бенні та Омар»;
- 2. Benny and Babe (1999) — «Бенні та Бейб».

### О'Браєн Флайєрс
- 1. Going Potty (1999) — «Похід на горщик»;
- 4. Ed's Funny Feet (2000) — «Едові смішні ноги»;
- 7. Ed's Bed (2001) — «Едове ліжечко».

### Артеміс Фаул
- 1. Artemis Fowl (2001) — «Артеміс Фаул»;
- 2. Artemis Fowl: The Arctic Incident (2002) — «Артеміс Фаул. Випадок в Арктиці.[en]»;
- 3. Artemis Fowl: The Eternity Code (2003)— «Артеміс Фаул. Код вічності[en]»;
- 4. Artemis Fowl: The Opal Deception (2005)— «Артеміс Фаул. Зрада Опал[en]»;
- 5. Artemis Fowl: The Lost Colony (2006)— «Артеміс Фаул. Утрачена колонія.[en]»;
- 6. Artemis Fowl: The Time Paradox (2008)— «Артеміс Фаул. Парадокс часу[en]»;
- 7. Artemis Fowl: The Atlantis Complex (2010)— «Артеміс Фаул. Поклик Атлантиди[en]»;
- 8. Artemis Fowl: The Last Guardian (2012) — «Артеміс Фаул. Останній хранитель[en]».[2]

### Супроводжувальні книги
- LEPrecon (оповідання; 2004) — «ЛЕПрикон»;
- Artemis Fowl: The Seventh Dwarf (оповідання; 2004) — «Артеміс Фаул. Сім Гномів[en]»;
- The Artemis Fowl Files (супроводжувальна книга; 2004) — «Артеміс Фаул. Файли[en]»;
- Artemis Fowl: The Graphic Novel (2007) — «Артеміс Фаул. Графічний роман»;
- Artemis Fowl: The Arctic Incident — The Graphic Novel (2009) — «Артеміс Фаул: Випадок в Арктиці. Графічний роман»;
- Artemis Fowl: The Eternity Code — The Graphic Novel (2013) — «Артеміс Фаул: Код вічності. Графічний роман»;
- Artemis Fowl: The Opal Deception — Graphic Novel (2014) — «Артеміс Фаул: Зрада Опал. Графічний роман».

Запланований вихід графічних романів усіх восьми частин серії.

### Супернатураліст
- 1. The Supernaturalist (2004) — «Супернатураліст[en]»;
- The Supernaturalist: The Graphic Novel (2012) — «Супернатураліст. Графічний роман».

### Легенди Йона Колфера
- Legend of Spud Murphy (2005) — «Легенда про Спада Мерфі[en]»;
- Legend of Captain Crow's Teeth (2006) — «Легенда про зуби капітана Кроу»;
- Legend of the Worst Boy in the World (2008) — «Легенда про найгіршого хлопця у світі».

### W.A.R.P.
- 1. W.A.R.P. The Reluctant Assassin (2014) — «W.A.R.P. Вимушений вбивця»;
- 2. W.A.R.P. The Hangman's Revolution (2014) — «W.A.R.P. Повішальникова революція»;
- 3. W.A.R.P. The Forever Man (2015) — «W.A.R.P. Назавжди-чоловік».

### Розслідування Півмісяця
- 1. Half Moon Investigations (2006) — «Розслідування Півмісяця[en]»;
- 2. Half Moon Investigations 2 (очікується) — «Розслідування Півмісяця 2».

### Путівник Галактикою
Перші п'ять романів книжкової серії «Путівник Галактикою» написав Дуглас Адамс. Джейн Белсон, удова Адамса, та літературний агент, який опікується літ. творами письменника, запропонували Йону Колферу написати ще одну додаткову книгу серії, адже на їхню думку закінчення п'ятої частини видається «занадто блідим». Колфер, як прихильник цієї книжкової серії, вхопився за таку можливість. За його власними словами: «Так наче тобі раптово пропонують суперсилу на вибір… Протягом багатьох років я вигадував в голові закінчення цієї дивовижної історії, а тепер у мене з'явилася можливість втілити все у життя. Це дар богів. Тому, дякую тобі Торе та Одіне.»
- 6. And Another Thing… (2009) — «А, й до речі...[en]»;

### Даніель МакЕвой
- 1. Plugged (2011) — «Підключений[en]»;
- 2. Screwed  (2013)— «Приверчений»;

### Марвел
- Iron Man: The Gauntlet (2016) — «Залізна людина: Рукавиця».[4]

### Самостійні романи
- The Wish List  (2001) — «Список бажань[en]»;
- Click, розділ 3 (2007) — «Клац[en]»;
- Airman (2008) — «Пілот[en]»;

### Книжки-картинки
- Imaginary Fred (2015) — «Уявний Фред»[5]

### Фільми
- Poison Pen (2014) — «Отруйна ручка[en]».